# غاري هيل (لاعب كرة قاعدة)
غاري هيل (بالإنجليزية: Garry Hill)‏ هو لاعب كرة قاعدة أمريكي، ولد في 3 نوفمبر 1946 في روذرفوردتون في الولايات المتحدة، وتوفي في 20 سبتمبر 2017 في تشارلوت في الولايات المتحدة.

## وصلات خارجية
- غاري هيل على موقعبيزبول رفرنس.كوم (الدوري الرئيسي) (الإنجليزية)
- غاري هيل على موقعبيزبول رفرنس.كوم (الدوري الثانوي) (الإنجليزية)